# Badische VIII d
Die Lokomotiven der Gattung VIII d der Großherzoglich Badischen Staatseisenbahnen waren Güterzugtenderlokomotiven der Achsfolge D mit einem Hagans-Triebwerk. Die 1900 gelieferten Lokomotiven waren keine erfolgreiche Konstruktion.

## Geschichte
Die Badischen Staatseisenbahnen benötigten für die Gebirgsstrecken Lokomotiven mit einem guten Kurvenverhalten. Die Mallet-Lokomotiven der Gattung VIII c konnten auf Grund ihrer gelenkigen Dampfleitungen und der Fahreigenschaften nicht befriedigen. Aus diesem Grunde bestellte man bei Henschel zwei Lokomotiven mit einem von Hagans entwickelten Triebwerk. Dabei wird die Kraft von einer festen Triebwerksgruppe auf in einem beweglichen Gestell gelagerte Achsen mittels Schwinghebel übertragen. Ähnliche Lokomotiven wurden als T 13 an die Preußischen Staatsbahnen geliefert.
Die Kraftübertragung auf die hintere Achsgruppe mittels Schwinghebel benötigte einen hohen Unterhaltungsaufwand. Inzwischen waren auch erfolgreiche Konstruktionen von seitenbeweglichen Lauf- und Kuppelachsen verfügbar. Somit wurde die Bauweise von Lokomotiven mit Hagans-Triebwerken nicht weiterverfolgt. Als Splittergattung wurden die Lokomotiven nach kurzer Betriebsdauer ausgemustert.

## Konstruktive Merkmale
Die Lokomotiven verfügten über einen Blechrahmen mit einem dazwischenliegenden Wasserkasten. Der genietete Langkessel bestand aus zwei Schüssen. Der Dampfdom mit Ventilregler saß auf dem hinteren Kesselschuss. Die Kesselspeisung erfolgte durch zwei Dampfstrahlpumpen.
Das waagerecht angeordnete Zweizylinder-Naßdampftriebwerk war als Hagans-Triebwerk ausgeführt. Es arbeitete auf die hintere Achse der vorderen Radsatzgruppe. Die Kraftübertragung auf die hintere Radsatzgruppe erfolgte mittels Schwinghebel. Die Heusinger-Steuerung war außenliegend und besaß Flachschieber.
Die vorderen beiden Radsätze waren fest und die hinteren beiden beweglich gelagert. Die Federung erfolgte durch untenliegende Blattfedern. Ausgleichshebel befanden sich zwischen den Federn der vorderen und hinteren Achsgruppen. Die Westinghouse-Druckluftbremse wirkte auf alle Radsätze von vorn. Der Sandbehälter befand sich auf dem vorderen Kesselschuss. Gesandet wurde bei Vorwärtsfahrt die erste Achse und bei Rückwärtsfahrt die zweite. Die Kohlebehälter befanden sich hinter dem Führerhaus sowie davor.